# راكد
الرَّاگدْ أو الرَّاقْدْ وباللّغة العَربية الجنين النائم هوَ مطلح عامّي مغربي مُنتشر في الأوساط الشعبية ويُقصد بهِ ولادة النساء بعد أشهر طويلة أو سنوات من الحمل. عادةً ما يرتبطُ هذا المصطلح بقصص السحر الأسود والشعوذة ولا زالت بعض الفئات من داخلِ المُجتمع المغربي تُصدّقه.

## نظرة عامّة
لا يُعرف أصل هذا المُعتَقد الشعبي ولا تاريخ انتشارهِ لكنّ المعروف أنّه ظهرَ منذ مئات السنوات في الفترة التي طغت فيها بعض الأفكار التقليديّة حولَ جسد المرأة في ظلّ الجهل الشعبي بالعلوم بشكلٍ عام والطب بشكل خاص.. يُفسّر البعض سبب ظهور هذا المُعتقد في ما يُعرف بالحمل العصبي وهو اعتقاد المرأة والناس المحيطين بها أنها حامل ثمّ تحملُ بعدَ مدّة حملًا طبيعيًا بيولوجيًا مما يجعلها تتوهمُ أنّ فترة حملها قد تجاوزت الـ 9 أشهر وفي ظلّ عدم الحصول على أيّ تفسير منطقي للظاهرة؛ يُلجئ إلى مفهوم الراكد. يرى آخرون أنّ هذه الفكرة قد ظهرت لتفسيرِ ولادة المرأة بمدة طويلة من بعدِ وفاة زوجها أو من بعد طلاقها منه؛ وذاك كنوعٍ من التبريرات لهذا الحمل.

## تفسيرات

### الحمل العصبي
يُقصد بالحمل العصبي الرغبة الشديدة للمرأة في الإنجاب ولا سيما التي يتعذر عليها ذلك فتتوهم نفسها حاملًا. هذا التوهم يؤثر عليها نفسيًا فيقعُ عندها اضطراب في الهرمونات قد يترتب عنه توقف الدورة الشهرية ما يدفعُ بالمرأة لاعتقاد أنّها حامل. حين تجاوز فترة الحمل الطبيعيّة؛ وفي ظلّ الحيرة - معَ اعتبار عدم القيام بأيّ تحليلات طبيّة – يُلجأ لفكرة الجنين النائم كتفسيرٍ لما جرى.

### الولادة بعد الطلاق
لجأت الكثير من النساء في الماضي – وحتى في الحاضر خاصّة في المناطق التي تُؤمن بهذا المفهوم – لفِكرة الراكد لتبريرِ الحمل غير الشرعي وذلك خوفًا مما قد يلحقُ المرأة من عار فضلًا عن إيمانها وإيمان الدائرة المحيطة بها بالخرافات. في المُقابل؛ فقد يضغطُ الرجل نفسه على المرأة من أجلِ ترويج شائعة حملها الراقد خوفًا من تضرر مكانتهِ الاجتماعيّة خاصّة في الحالات التي يهاجر فيها الرجل سواء داخليًا أو خارجيًا لما يزيدُ عن السنة.

### أسباب أخرى
بالإضافة إلى الحمل الوهمي والولادة بعدَ الطلاق فإنّ هناك أسبابًا أخرى ثانوية ساهمتَ في انتشار هذهِ الفكرة وتسيّدها في القِدم بما في ذلك ادّعاء المرأة العاقر أنّ لها «حملًا راقِدًا» لمواجهة نظرة المُجتمع السلبيّة وضمان عدم تزوّج الرجل بزوجة ثانية فضلًا عن لجوء بعض النساء له كحيلة وخديعة للتستر على خطيئة عابرة.
وقد ويكون معتقد الراكد في بعض الحالات بهدف التستر على العجز الجنسي للزوج أمام المجتمع، أو أسلوباً تحايل للحصول على ميراث غير مشروع، كأن تدعي الزوجة أنها كانت حاملا بطفل راقد من طليقها أو غيره؛ لكي تضمن استفادة المولود من التركة فيما بعد.

## النظرة الطِبيّة
على المُستوى الطبي؛ فِمن غير الممكن إطلاقا أن يستمر حمل المرأة لمدة تفوق التسعة أشهر ونصف الشهر وفي حالةِ ما لم تضع المرأة حملها بعد تلك المدة؛ يموت الجنين في بطنها. بشكلٍ عام فإنّ مدة الحمل لا يُمكن أن تزيد عن 42 أو 43 أسبوعًا ما يعني أنّ فكرة بقاء الجنينِ في بطن أمّه سنة وما يزيد غير مقبولة من الناحيّة العِلميّة.

## وجهة النظر الدينيّة
تختلفُ وجهات النظر الدينيّة في موضوع الراكد حسبَ المذاهب الأربعة كما اختلفَ العلماء في موضوع أقصى أمدٍ للحمل؛ ففي حين يرى المذهبين المالِكي والشافعي أنّ الحمل قد يستمر حتى أربع سنين يرى المذهب الحنفي أنّه قد يستمر لسنتان. في هذا السياق؛ قالَ الليث بن سعد: «أقصاه ثلاث سنين حملت مولاة لعمر بن عبد الله ثلاث سنين» فيمَا قال أبو عبيد: «ليس لأقصاه وقت يُوقت عليه» في حين ذكر الزهري: «تحمل المرأة ست سنين، وسبع سنين» أمّا حينما سُئلَ مالك عن حديث جميلة المتقدم قال: «سبحان الله من يقول هذا؟ هذه جارتنا امرأة محمد بن عجلان تحمل أربع سنين.»

## حالة خاصّة
مع بدايةِ سنة 2018؛ ظهرت سيّدة من مدينة آزرو في وسطِ المغرب تدّعي حملها منذُ تسع سنوات. أثارَ هذا الخبر جدلًا كبيرًا حينها وتحدثت عنهُ معظم وسائل الإعلام المحليّة والدوليّة كما دفعَ المُجتمع المغربي لفتحِ ملف الراكد من جديد بينَ مؤيد لهذهِ «الظاهرة» وبينَ معارضٍ لها. بعد أيّام من تناقل الخبر والغوص فيه؛ أصدرت السلطة الإقليمية بإفران بلاغًا ذكرت فيه أنّ المستشفى الإقليمي بأزرو قد استقبلَ السيدة وأخضعها للتحاليل الطبية والكشوفات بواسطة الفحص بالصدى فتبينَ من خلال النتائج الطبية أنها غير حامل ما دفعَ بالمركز إلى مواكبة هذهِ حالتها على المُستوى النفسي.